# La vieille trousse
 (avril 2021).
La vieille trousse était un restaurant parisien d'inspiration grecque ou Tex-Mex selon les sources situé au 6 boulevard Saint-Germain à Paris V.
Ouvert avant 1958 sous le nom « À la pointe Saint Germain », il prend officiellement le nom de « La Vieille Trousse » (qui était déjà son enseigne) le 1er janvier 1975. Ce restaurant n'était pas réputé pour sa nourriture mais pour son thème totalement débridé autour de l'homosexualité et des « folles ». Tout le monde y était le bienvenu et l'humour ne volait pas très haut,.
Il ferme définitivement après 1998[réf. nécessaire].